# Jet-sten
Jet-sten kommer af det engelske navn for gagat, Jet, en gnistrende sort smykkesten bestående af 98 % kulstof. Oprindeligt var denne sten et træ på jordens overflade for ikke mindre end 80 mio. år siden – altså samtidig med at de store dinosaurer havde herredømmet på jordens overflade. Disse træer døde – som træer nu engang gør og endte ad åre dybt nede i jorden. Her blev de på et tidspunkt, under enorme tryk og temperaturer netop omdannet til denne sten.
En masse perler af gagat (stenkul) o.a. blev fundet i den kogge fra  tidlig middelalder der er   bjerget ved Vejby Strand i Nordsjælland.
Det spændende ved denne sten er, at den kan findes på bl.a den danske vestkyst. Den skylles ud af Englands kyst, og da den pga. sit høje kulstofindhold næsten har samme vægtfylde som ravet, kan de to sten ofte findes på samme tid, når det er "ravvejr". I forarbejdningen minder de en del om hinanden – og de passer perfekt sammen pga. kontrasten mellem de to materialer. Jet var en af de mest elskede smykkesten igennem 6 årtier i Europa. Dronning Victoria af Storbritannien lod sig lave et sæt sørgesmykker af den efter prins Alberts død i 1861 – og det slog den helt utilsigtet an som modesten.
Den lille by Whitby gik sin storhedstid i møde. Den voksede med over 1500 indbyggere, som direkte var tilknyttet produktion, markedsføring og salg af smykker til hele Europa. Så kom pludselig den sorte onyx på markedet i slutningen af 60'erne – starten af 70'erne og jet'en "døde" stort set lige på stedet. I dag en fuldstændig overset og glemt smykkesten. Næsten kun englænderne kender den, fordi de nærmest bor oven på den. Den fløjlssorte smykkesten er en god kontrast til f.eks sølv, men også rav og mammut-stødtand.